# Koçak, Erbaa
Koçak là một thị trấn thuộc huyện Erbaa, tỉnh Tokat, Thổ Nhĩ Kỳ. Dân số thời điểm năm 2011 là 1.957 người.